# 堕天使の涙
『堕天使の涙』（だてんしのなみだ）は、宝塚歌劇団の雪組が公演したミュージカル。作・演出は植田景子。形式名は「Musical Fantastique」。17場。
本公演における併演作品は、レビューアラベスク『タランテラ!』（荻田浩一、作・演出）。
雪組主演男役朝海ひかると主演娘役舞風りらの退団公演。

## 上演期間
- 宝塚大劇場：2006年9月22日(金)-10月30日(月)（新人公演：10月17日(火)）
- 東京宝塚劇場：2006年11月17日(金)-12月24日(日)（新人公演：11月28日(火)）

## 内容
神に見捨てられ、地上に落とされた天上界の天使ルシファー（演：朝海ひかる）。そんなルシファーに出会ったのは、振付師のジャンポール＝ドレ（演：水夏希）とジャンポールの双子の妹、盲目の少女リリス（演：舞風りら）。
20世紀のパリを舞台に、地上に落とされた堕天使と地上に生きる人間との交流を描いたミュージカルファンタスティック。

## 配役
※「（）」は新人公演。
- ルシファー - 朝海ひかる（凰稀かなめ）[2]
- リリス	- 舞風りら（大月さゆ）[2]
- ジャン＝ポール・ドレ - 水夏希（緒月遠麻）[2]

- シスター・アグネス - 高ひづる（鞠輝とわ）[2]
- ロベール・ド・ルブラン公爵 - 萬あきら（真波そら）[2]
- ジュスティーヌ・ルブラン - 五峰亜季（涼花リサ）[2]
- アントン・ヴェルメ - 飛鳥裕（白帆凜）[2]
- シスター・テレサ - 灯奈美（花緒このみ）[2]
- グレフィル伯爵夫人 - 美穂圭子（愛原実花）[2]
- シルヴィ - 有沙美帆（夢華あやり）[2]
- フレデリック・ド・デュノワ伯爵	- 悠なお輝（紫友みれい）[2]
- アンリ	- 未来優希（谷みずせ）[2]
- カミーユ・ロスタン - 愛耀子（晴華みどり）[2]
- 貴婦人	- ゆり香紫保（美乃ほのか）[2]
- エドモン・ド・レニエ - 壮一帆（沙央くらま）[2]
- アデーラ - 天勢いづる（純矢ちとせ）[2]
- セバスチャン・ルグリ - 音月桂（大湖せしる）[2]
- オレリー - 麻樹ゆめみ（穂月はるな）[2]
- シャルロット - 山科愛（早花まこ）[2]
- ニーナ	- 舞咲りん（花夏ゆりん）[2]
- デュラン・ジルダン - 奏乃はると（衣咲真音）[2]
- マルセル・ドレフュス - 彩那音（蓮城まこと）[2]
- マーゴ	- 森咲かぐや（千はふり）[2]
- アンナ	- 神麗華（紫いつみ）[2]
- マイヤ	- 涼花リサ（沙月愛奈）[2]
- サリエル - 凰稀かなめ（冴輝ちはや）[2]
- オーギュスト - 緒月遠麻（大凪真生）[2]
- エミール - 沙央くらま（香綾しずる）[2]
- アレッサンドラ	- 夢華あやり（悠月れな）[2]
- シャルル - 大湖せしる（祐輝千寿）[2]
- イヴェット - 大月さゆ（愛加あゆ）[2]

## スタッフ
宝塚大劇場公演のデータ
- 音楽：吉田優子[3]
- 音楽指揮：佐々田愛一郎[3]
- 振付[3] ：石井潤、麻咲無乃
- 装置：大橋泰弘[3]
- 衣装：有村淳[3]
- 照明：氷谷信雄[4]
- 音響：実吉英一[4]
- 小道具：石橋清利[4]
- 効果：株式会社 宝塚舞台[4]
- 歌唱指導：楊淑美[4]
- 演出助手：小柳奈穂子[4]
- 舞台進行[4]：香取克英、田中秀和
- 制作：樫原幸英[4]
- 映像：奥秀太郎[4]
- 舞台美術協力：株式会社 菓匠三全[4]